# Asteroidengürtel

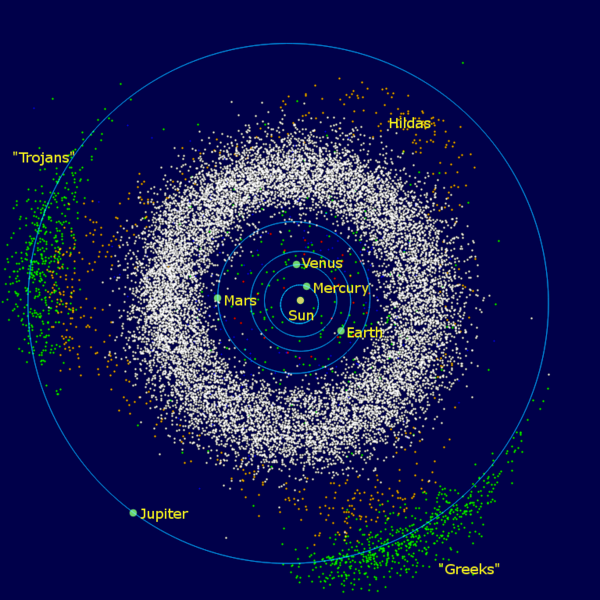
Objektverteilung im Asteroidengürtel

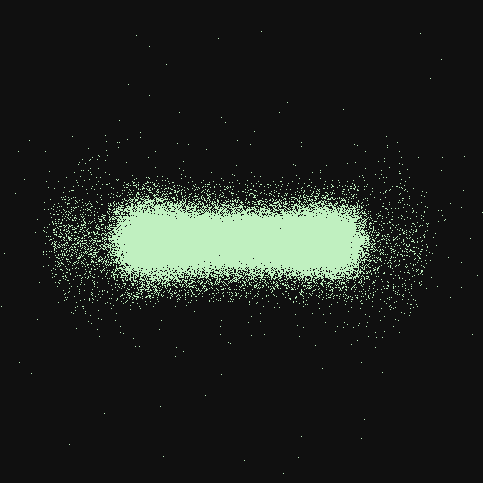
Verteilung der Hauptgürtelasteroiden normal zur Ekliptik

Der Asteroidengürtel, Planetoidengürtel oder Hauptgürtel ist ein Bereich im Sonnensystem mit einer gehäuften Ansammlung von Asteroiden. Dort befinden sich überdurchschnittlich viele Kleinstobjekte (Meteoroiden) neben den sehr großen, durch Teleskope sichtbaren, Asteroiden, sowie seinem einzigen Zwergplaneten Ceres.
Er befindet sich zwischen den Planetenbahnen von Mars und Jupiter. Der Gesamtbereich der einzelnen Umlaufbahnen wird heute mit etwa 2,0 bis 3,4 AE angegeben; schon in den 1880er Jahren berechnete ihn Johann Palisa mit 2,2 bis 3,6 AE.
Der Asteroidengürtel ist trotz des Eigennamens nicht der einzige „Asteroidengürtel“ (Zirkumstellare Scheibe) im Sonnensystem und nach dem Kuipergürtel auch nur der zweitgrößte (abgesehen von den geometrischen Dimensionen auch in Bezug auf Anzahl sowie Gesamtmasse der Objekte), aber ein Großteil der bisher bekannten Asteroiden des Sonnensystems befindet sich im Asteroidengürtel. Mehr als 600.000 Objekte wurden dort bereits erfasst, ihre Gesamtzahl wird auf 1,1 Millionen bis 1,9 Millionen geschätzt. Die Gesamtmasse aller Asteroiden des Hauptgürtels wurde lange überschätzt: sie beträgt nur etwa 5 Prozent der Masse des Erdmondes und entspricht der des größten Uranusmondes Titania oder einem Drittel von Pluto.
Lange Zeit gab es die Hypothese, in der Lücke zwischen den Planeten Mars und Jupiter hätte es einen Planeten gegeben, den man „Phaeton“ nach dem Sohn von Helios getauft hatte. Dieser sollte jedoch durch einen kataklysmischen Zusammenstoß mit einem anderen Planetoiden vernichtet worden sein, und den Asteroidengürtel zurückgelassen haben. Inzwischen geht man davon aus, dass sich aufgrund der enormen Gravitation von Jupiter niemals aus der protoplanetaren Materie ein Planet bilden konnte, und der Asteroidengürtel ein sehr stark ausgedünntes Überbleibsel der protoplanetaren Scheibe ist.

## Entdeckung
Aufgrund der als Titius-Bode-Reihe bezeichneten empirischen Formel, die der Ordnung der bis dahin bekannten Planeten entsprach, wurde gegen Ende des 18. Jahrhunderts mit der systematischen Suche nach einem laut der Formel „fehlenden“ Planeten in diesem Bereich begonnen. Mit seiner Entdeckung des später als (1) Ceres benannten Zwergplaneten am 1. Januar 1801 glaubte Giuseppe Piazzi, den Planeten gefunden zu haben. Doch kamen in den folgenden Jahren nach und nach weitere ähnliche Entdeckungen hinzu.
Bereits 1802 entdeckte Heinrich Wilhelm Olbers mit (2) Pallas ein zweites Objekt, das die Sonne zwischen Mars und Jupiter umkreist. Es folgten die Entdeckungen der (3) Juno (1804), (4) Vesta (1807) und 38 Jahre später die der (5) Astraea (1845). Obwohl man erkannte, dass alle Objekte zwischen Mars und Jupiter um Größenordnungen kleiner als die klassischen Planeten waren, wurden sie damals als vollwertige Planeten betrachtet. So kam es, dass der Planet Neptun bei seiner Entdeckung im Jahre 1846 als dreizehnter Planet gezählt wurde.
Mit der Entdeckung der (6) Hebe im Jahr 1847 setzte eine Flut von Neuentdeckungen von Asteroiden ein. Daher wurde auf Vorschlag von Alexander von Humboldt im Jahr 1851 die Zahl der (großen) Planeten auf acht begrenzt und die neue Objektklasse der Asteroiden (auch: Planetoiden oder Kleinplaneten genannt) geschaffen.
Bis 1890 waren schon 300 Asteroiden in dieser „Planetenlücke“ bekannt. Bis April 2022 wurden ca. 600.000 solcher Objekte erfasst, darunter auch solche, die einen eigenen kleinen Mond haben, wie z. B. (243) Ida und ihr Begleiter Dactyl.

## Entstehung
Lange Zeit nahm man an, dass es zwischen Mars und Jupiter einmal einen kleinen Planeten gegeben haben müsse. Man nannte ihn Phaeton. Dieser sei dann mit einem größeren Asteroiden zusammengestoßen, wodurch er in viele Stücke zerrissen worden sei. Heute hingegen folgen die meisten Wissenschaftler einer anderen Hypothese. Demnach ist der Asteroidengürtel gleichzeitig mit dem restlichen Sonnensystem aus einem präsolaren Urnebel hervorgegangen. Wegen der Schwerkraft des Jupiters konnten die Moleküle jedoch nicht zu einem Planeten zusammenwachsen.

## Objekte

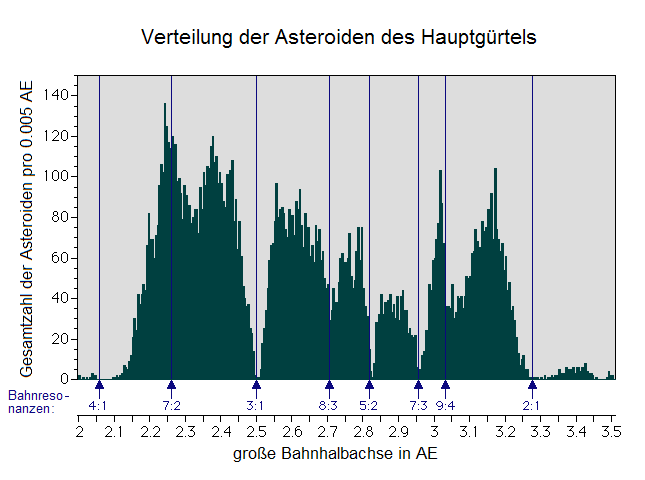
Verteilung der Bahnhalbachsen der Hauptgürtel-Asteroiden: Pfeile markieren Entfernungen, in denen sich Objekte in einer Bahnresonanz mit Jupiter befänden. Die erste Ziffer gibt die Zahl der Asteroidenumläufe an.

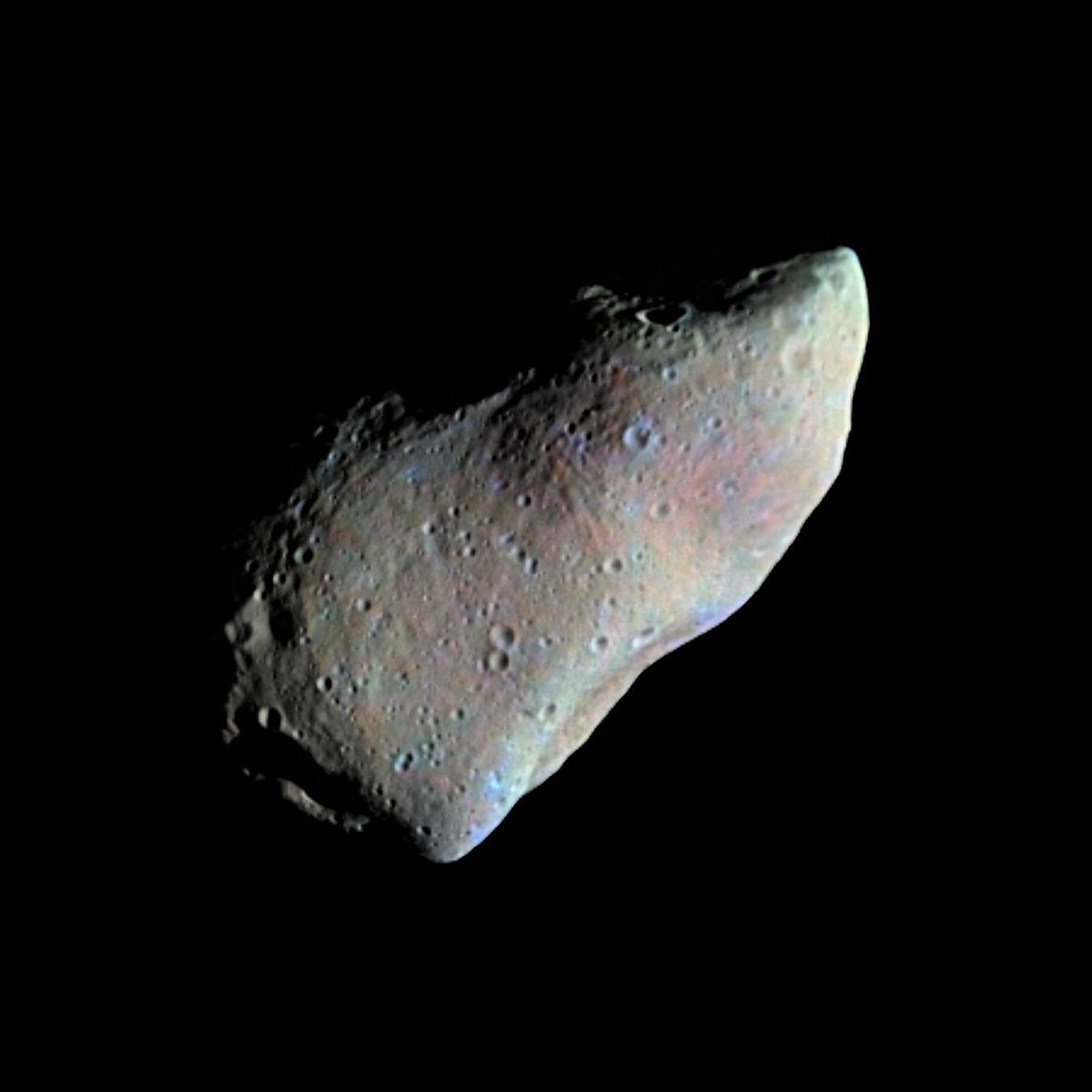
Asteroid (951) Gaspra, zusammengesetztes Foto aus 5300 km Entfernung aufgenommen von Galileo

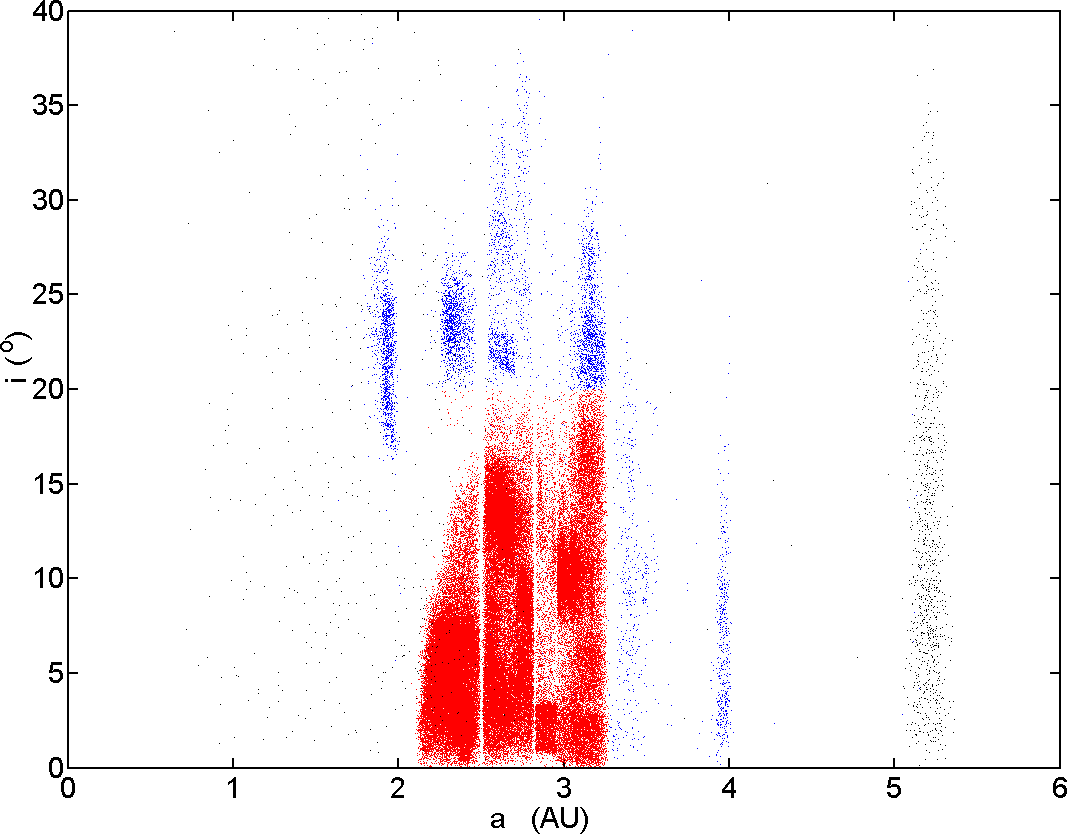
Bahnneigung über der Länge der Bahnhalbachsen:
1. FF0000 Hauptgürtel-Asteroiden #0000FF Sonstige Asteroiden

Es handelt sich bei den Asteroiden um Objekte in der Größe von kleinen, unregelmäßig geformten Brocken bis zu dem Zwergplaneten im Hauptgürtel, Ceres, deren Durchmesser gut einem Viertel von dem des Mondes und deren Masse ca. 1,3 Prozent von der des Mondes entspricht, was der Relation zwischen Mond und Erde nahekommt. Bis auf das hellste Gürtelmitglied, Vesta, sind sie von der Erde aus nicht mit bloßem Auge auszumachen.
Im Zuge der Neudefinition des Begriffes Planet durch die IAU am 24. August 2006 wurde der größte, nahezu kugelförmige Asteroid (1) Ceres, der einen planetenartigen Aufbau besitzt, zur neuen Objektklasse der Zwergplaneten hochgestuft.
Die Zusammensetzung der Asteroiden ist nicht im gesamten Hauptgürtel gleich. Im inneren Bereich (zwischen 2,0 und 2,5 AE) dominieren helle Objekte der Spektralklassen E (Albedo ~ 0,4) und S (Albedo ~ 0,2), auch die V-Klasse ist dort angesiedelt. Es handelt sich dabei um silikatreiche Objekte, die im Laufe ihrer Geschichte teilweise oder auch ganz aufgeschmolzen wurden. Ab einem Abstand von etwa 2,5 AE dominieren die dunklen, kohlenstoffhaltigen Asteroiden der Spektralklasse C (Albedo ~ 0,05). Ihre Zusammensetzung unterscheidet sich deutlich von den Asteroiden im inneren Bereich des Hauptgürtels: Sie dürften aus einer Mischung von Eis und Gestein hervorgegangen sein, die nur mäßig erhitzt wurde. Im äußeren Bereich des Asteroidengürtels treten dann vermehrt Objekte der Spektralklassen D und P auf. Diese sind dem C-Typ zwar ähnlich, wurden aber in ihrer Geschichte offenbar kaum nennenswert erhitzt, so dass auf ihrer Oberfläche noch Eis vorhanden sein könnte. Mit zunehmendem Abstand von der Sonne ist also eine Entwicklung von Objekten mit komplexer geologischer Vergangenheit bis hin zu primitiven (wenig veränderten) Asteroiden feststellbar, die noch den hypothetischen Planetesimalen aus der Frühzeit des Sonnensystems entsprechen.

## Verteilung
Die Asteroiden zwischen Mars und Jupiter sind nicht gleichmäßig verteilt, da die Gravitation des Planeten Jupiter – er vereint rund 70 Prozent der Gesamtmasse der Planeten des Sonnensystems in sich – Bahnstörungen verursacht. Bei ganzzahligen Verhältnissen der Umlaufzeiten der Asteroiden und des Jupiter treten Resonanzen auf, die den Gravitationseffekt verstärken. In manchen dieser Bereiche sind keine stabilen Asteroidenbahnen möglich, so dass hier Lücken im Hauptgürtel auftreten. Nach dem Astronomen Daniel Kirkwood, der diese Lücken bereits 1866 festgestellt hatte, wurden sie Kirkwoodlücken genannt.
Auffällig sind die 4:1-Resonanz bei 2,06 AE, die den Hauptgürtel nach innen begrenzt, die Hestia-Lücke (3:1), die 5:2-Resonanz-Zone und die Hecuba-Lücke (2:1), die die äußere Grenze des Hauptgürtels bei 3,3 AE bildet. Zwischen der 4:1- und 2:1-Resonanz befindet sich die überwiegende Mehrzahl der Objekte zwischen Mars- und Jupiterbahn. Außerdem besitzen sie verhältnismäßig geringe Bahnneigungen. Außerhalb dieses Hauptgürtels liegen vereinzelt kleinere Asteroidengruppen, die sich an Resonanzbereichen ansammeln, die einen stabilisierenden Effekt auf ihre Umlaufbahnen ausüben.
Eine Raumfahrt durch den Hauptgürtel bedeutet in der Regel nur eine geringe Gefahr, wie die zahlreichen Raumsonden, die ihn schon durchquerten, bewiesen haben. Tatsächlich sind aufwändige Kursberechnungen nötig, um einen Asteroiden zu treffen, da sich die große Zahl von mehr als 600.000 auf einen immensen Raum verteilt.

### Umgebung des Hauptgürtels (Entfernungen in AE)
Die Bereiche der Hauptgürtelasteroiden sind rot dargestellt, die der kleineren Asteroidengruppen blau.

### Asteroidengruppen im Hauptgürtel

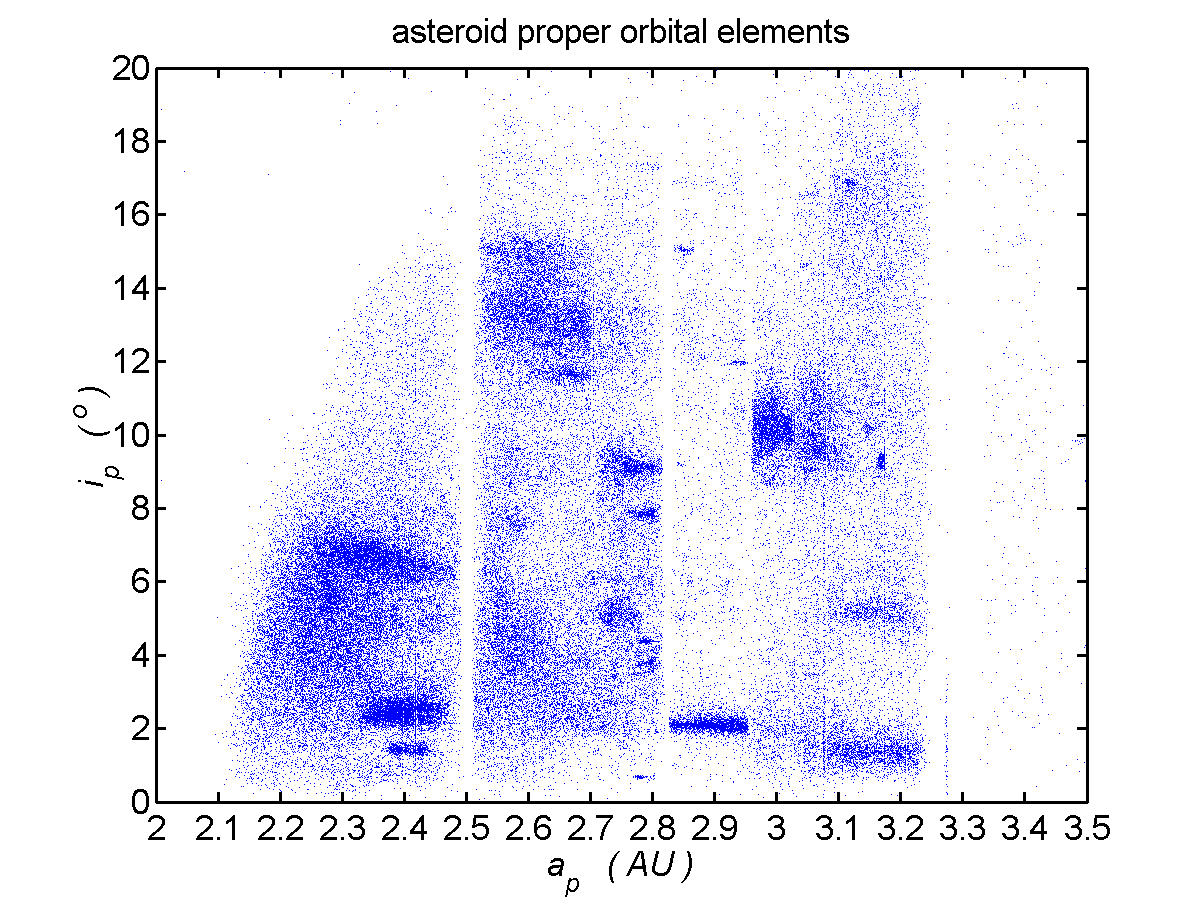
Bahnneigung über der Länge der Bahnhalbachsen von Hauptgürtel-Asteroiden: Asteroidenfamilien machen sich als signifikante Häufungen bemerkbar.

Gruppen von Asteroiden, die gemeinsame Bahnelemente wie Länge der Halbachse, Bahnneigung oder Exzentrizität teilen und eine ähnliche Zusammensetzung aufweisen, werden als Asteroidenfamilien bezeichnet. Die Familien entstanden durch die Kollision größerer Objekte und bestehen aus den resultierenden Fragmenten. Viele Planetoiden des Hauptgürtels lassen sich so in neun größere Gruppen einteilen, die jeweils nach dem zuerst entdeckten Vertreter benannt sind.
Innerer Hauptgürtel:
- Die Flora-Familie ist eine relativ große Gruppe von Asteroiden der S-Klasse im inneren Gürtel (2,15 – 2,35 AE). Ihre Bahnen weisen eine Neigung von 1,5 – 8° auf. Etwa 4 – 5 % aller Hauptgürtelasteroiden gehören zu dieser Gruppe.
- Zur Vesta-Gruppe gehören Planetoiden mit Bahnneigungen von 5…8° in einer Entfernung von 2,25 – 2,5 AE (außerhalb der 7:2-Resonanz). Sie gehören meist der V-Klasse an. Etwa 6 % aller Hauptgürtelasteroiden gehören zu dieser Familie, deren bekanntestes und größtes Mitglied der Namensgeber Vesta ist.
- Die Nysa-Gruppe liegt in einer ähnlichen Entfernung wie die Vesta-Asteroiden, jedoch weisen ihre Mitglieder Bahnneigungen von nur 1 – 5° auf. In der Nähe befinden sich auch Objekte der Massalia-Gruppe, deren Bahnen nur um 0 – 2,5° geneigt sind.

Mittlerer Hauptgürtel:
- Eine weitere große Gruppe wurde nach dem Asteroiden Eunomia benannt und erstreckt sich hinter der Hestia-Lücke mit Bahnhalbachsen von 2,5 – 2,8 AE. Die Objekte gehören meist der S-Klasse an und besitzen Bahnneigungen von 11 – 16°. Mit über 4600 Mitgliedern gehören etwa 5 % aller Hauptgürtelasteroiden zu dieser Familie.
- Die Gefion-Familie befindet sich in Entfernungen von 2,7 – 2,8 AE. Die Bahnneigung der Mitglieder, die meist zur S-Klasse gehören, beträgt 7,5 – 10,5°. Innerhalb der Gruppe liegt die Bahn des Zwergplaneten Ceres, der jedoch nicht zu dieser Familie gehört, da sich seine Zusammensetzung deutlich von der der anderen Objekte unterscheidet.

Äußerer Hauptgürtel:
- Die Objekte der Koronis-Gruppe besitzen geringe Bahnneigungen (0 – 3,5°), sie stellen die Mehrheit der Asteroiden, die sich in einer Entfernung von 2,8 – 2,95 AE befinden, und werden von den Zonen, auf denen eine 5:2- bzw. 7:3-Resonanz zu Jupiter herrscht, begrenzt. Das bekannteste Mitglied der Familie ist der Asteroid (243) Ida.
- Die Eos-Gruppe liegt in einer Entfernung von 2,99 – 3,03 AE und weist Bahnneigungen von 8 – 12° auf.
- Die Themis-Familie enthält Asteroiden mit Bahnhalbachsen von 3,08 – 3,24 AE und Bahnneigungen mit weniger als 3°.
- Zur Hygiea-Gruppe zählt ca. 1 % der Hauptgürtelasteroiden. Sie befinden sich in ähnlicher Entfernung wie Asteroiden der Themis-Gruppe, haben allerdings eine stärkere Bahnneigung (4 – 6°). Die Mitglieder sind meist Objekte der B- und C-Klasse.

## Sonstige Vorkommen von Asteroiden
Etwa zehn Prozent der bekannten Asteroiden befinden sich außerhalb des Hauptgürtels und laufen nicht auf Bahnen zwischen Mars und Jupiter.
- Innerhalb der Marsbahn bewegen sich die Amor-Typ-, Apollo-Typ- und Aten-Typ-Asteroiden.
- Auf den Bahnen der Planeten Mars, Jupiter und Neptun laufen Asteroiden um die Sonne, die als Trojaner bezeichnet werden.
- Zwischen Jupiter und Neptun umkreisen nur wenige Asteroiden die Sonne; diese werden als Zentauren bezeichnet.
- Jenseits des Neptun bewegen sich Transneptune bzw. Objekte des Kuipergürtels (KBO – Kuiper Belt Objects). In diesem Bereich werden deutlich mehr Objekte vermutet als im Hauptgürtel, aufgrund der großen Entfernung sind sie aber schwieriger nachzuweisen. Zudem finden sich unter den Transneptunen auch einige Objekte, deren Durchmesser über 1000 km liegt und die somit die größten Asteroiden im Hauptgürtel übertreffen.

Die Existenz eines weiteren Asteroidengürtels innerhalb der Merkurbahn – die Vulkanoiden, wird für möglich gehalten, konnte aber bisher wegen der Sonnennähe weder nachgewiesen noch widerlegt werden.